# P. Lion
Pietro Paolo Pelandi (Alzano Lombardo, Italia, 29 de junio de 1959) conocido por su nombre artístico P. Lion, es un cantante y músico italiano del género italo disco que logró su mayor éxito en la década de 1980.

## Biografía
Tomó el nombre artístico de P. Lion porque todas las iniciales de su nombre son la letra P y el símbolo de su familia es el león. Desde muy temprana edad se interesó por la música, siendo el piano su instrumento y comenzó también a escribir sus propias canciones desde muy joven. Poco se conoce de su vida privada, aunque se sabe que se divorció en el año 1990 luego de cuatro años de matrimonio. Actualmente se dedica a la producción discográfica y vive con su hijo Edoardo.

## Carrera
P. Lion fue de la generación de los cantantes Den Harrow, Gazebo, Tracy Spencer, Fancy y contribuyó a la música de estilo Italo disco que se hizo popular en los años 80. Famoso en Italia, alcanzó la fama internacional con sus dos éxitos Happy Children (de 1983, producido por Davide Zambelli de la banda Scotch) y Dream (de 1984). Ambos sencillos fueron posteriormente remezclados y utilizados frecuentemente para cortinas musicales de programas de TV y radio. Su primer LP Springtime, fue compuesto y producido por él mismo en su totalidad, demostrando su capacidad y completitud como artista. Luego de su primer álbum, firmó con el sello discográfico milanés Discomagic, el más importante del género bailable en Italia durante esa época. Allí produjo sus propios sencillos Believe me y Under the moon. Posteriormente, en el año 1995 lanzó A step in the right way bajo el sello FMA Records. También colaboró como arreglista en varias producciones musicales de Betty Villani y Tony Sheridan. En 2005 fundó junto a Davide Sapienza y Tullio Lanfranchi la marca discográfica Faier Entertainment para la edición de discos.

## Discografía[4]
Álbumes de estudio
- Springtime (Carrère Records, 1984)
- A step in the right way (FMA Records, 1995)
- Happy Children (The Drizzly Collection) (Drizzly Records,2021)

Sencillos
- "Happy Children" (Carrère Records, 1984)
- "Dream" (Carrère Records, 1984)
- "Reggae Radio" (Carrère Records, 1984)
- "Believe Me" (Durium, 1985)
- "Under the Moon" (Durium, 1986)
- "You'll Never Break My Heart" (Durium, 1987)
- "Burn In His Hand" (P.Lion Production, 1991)